# Ameiro kōchakan kandan
Ameiro kōchakan kandan (飴色紅茶館歓談? lett. "Chiacchiere della casa da tè ambra") è una serie manga scritta da Miyabi Fujieda, pubblicata in Giappone originariamente come capitolo oneshot nel 2003 dalla Ichijinsha, serializzata sulla rivista Comic Yuri Hime nel 2006 e poi raccolta in due volumi.

## Trama
Seriho e Sarasa lavorano in una piccola ed accogliente casa da tè e nonostante lo scarso successo dell'attività sono contente della clientela di afiocionadas raccoltasi intorno a loro. Le due ragazze, nonostante la differenza di età, provano un sentimento reciproco che va ben oltre la semplice stima, ma sono entrambe troppo riservate per dichiararsi l'una all'altra. A questo si aggiunge il difficile lancio della casa da tè, gli impegni scolastici, i pasticci combinati dalle amiche di Sarasa - che tentano invano di spingere l'impiegata part-time a dichiararsi - e la visita della ex-fiamma di Seriho: Sumire, ormai una giovane donna forte e decisa.
A risolvere la situazione sarà proprio l'intraprendente Sumire: già a conoscenza del debole di Seriho per la dipendente più giovane, si metterà d'accordo con Sarasa affinché le due si dichiarino. Messi a nudo i sentimenti delle due ritrose innamorate, anche per la casa da tè inizia un periodo di successo: Sarasa si è infatti iscritta ad una scuola di pasticceria e grazie al suo talento il locale ha ora una fonte d'attrazione in più.

## Personaggi
Sarasa Kotōri (琴織 さらさ?, Kotōri Sarasa)
Una diciassettenne studentessa liceale che lavora part-time alla casa da tè. Dotata di un'indole seria e lavoratrice, prende con molta serietà ogni impegno preso, facendone quasi un'ossessione. Innamoratasi a prima vista di Seriho, Sarasa ha iniziato a frequentare il locale assiduamente fino a diventare una cliente fissa, poi ha trovato modo di farsi assumere come aiutante e da allora vede nel locale tutto il suo futuro. Questa motivazione l'ha spinta a frequentare una scuola di pasticceria nonostante gli ottimi voti scolastici.
Seriho Inukai (犬飼 芹穂?, Inukai Seriho)
Aveva coltivato da sempre il sogno di aprire e gestire una propria casa da tè, così, quando ha vinto un premio alla lotteria, ha deciso di realizzarlo. Seriho è tuttavia una persona timida che difficilmente riesce a prendere l'iniziativa e così finisce spesso per subire la travolgente foga propositiva di Haru e Hinoka, sempre disposte ad aiutare il locale con effetti solitamente controproducenti.
Haru Shishio (獅子尾 ハル?, Shishio Haru)
Un'amica di scuola di Sarasa. Ama prendere giocosamente in giro le sue amiche, stuzzicando in particolare la ritrosa Sarasa. Nel tempo libero cura un sito di oroscopi.
Hinoka Shiratori (白鳥 日乃夏?, Shiratori Hinoka)
Un'amica di scuola di Sarasa, inseparabile dall'amica Haru. Dotata di un carattere solare e una grande passione per i lavori manuali, sebbene vi si applichi spesso con scarso successo.
Sumire Amekawa (雨川 菫?, Amekawa Sumire)
Ex compagna del liceo di Seriho, trasferitasi in Francia, dove vive con la compagna. Dotata di un'indole vivace, decide di "dare una spinta" alla relazione fra Sarasa e Seriho proprio perché riconosce in loro lo stesso tipo di sentimento che nutriva ai tempi del liceo per l'amica Seriho e che non è stata capace di esprimere al giusto tempo.

## Manga
| Nº | Giapponese 「Kanji」 - Rōmaji                     | Data di prima pubblicazione         | Data di prima pubblicazione |
| Nº | Giapponese 「Kanji」 - Rōmaji                     | Giapponese                          |                             |
| 2  | 「飴色紅茶館歓談 (1)」 - Ameiro Kōchakan Kandan 1 | 25 luglio 2009 ISBN 9784758070461   |                             |
| 2  | 「飴色紅茶館歓談 2」 - Ameiro Kōchakan Kandan 2   | 18 novembre 2011 ISBN 9784758071673 |                             |